# Козловський Григорій Петрович
Григо́рій Петро́вич Козло́вський (нар. 1 лютого 1971, с. Городиславичі, Львівська область) — український підприємець і меценат. Ексдепутат Львівської обласної ради 8-го скликання (з жовтня 2020 по 2022). Колишній директор і співвласник ТзОВ «Винниківська тютюнова фабрика». Почесний президент ФК «Рух».

## Життєпис
1994 року закінчив Торговельно-економічний інститут м. Львова (спеціальність — «бухгалтерський облік та аналіз господарської діяльності»).
З 1994 до 2000 року працював спеціалістом з митного оформлення в АТР «Дж. Рейнальдс Тобако Львів». У 2000 році вступив на посаду менеджера з комерційних питань у «Винниківській тютюновій фабриці». На цій посаді пропрацював до 2004 року.
З 2006 по 2010 рік був директором ТзОВ «Мега Євробуд». У 2009 році заснував у Винниках готельно-ресторанний комплекс «Святослав» та ансамбль народно-сценічного танцю «Святослав», де є почесним президентом.
У лютому 2010 став директором ТзОВ «Винниківська тютюнова фабрика», згодом покинув цю посаду. Колишній співвласник цієї фабрики. З 2012 — віцепрезидент ватерпольного клубу «Динамо». Наступного року став генеральним директором ТОВ «Холдинг „Гранд Готель“», а у 2018 році власником ресторану «36По» м. Львів.
У жовтні 2010-го доклався до спорудження пам'ятника Іванові Огієнку, на місці будинку родини Маркевичів у Винниках, в якому той мешкав.
За декларацією 2018 року Козловський — найбагатший депутат Львівської міської ради. За 2017 рік він отримав 16,78 млн грн доходів і на кінець року мав грошових активів на 17,6 млн грн (усі — у готівці). Володіє автомобілями Lexus RX350 2006 р. в., BMW X6 2012 р. в., мікроавтобусом Mercedes-Benz Vito 2007 р. в., бусом Volkswagen Transporter 2005 р. в. та паркетником Mercedes-Benz GL550 2008 р. в. Має у власності 10 земельних ділянок різної площі — у Винниках, Східниці, Львові та Підберізцях Пустомитівського району, а також 8 квартир.
Під час Російсько-української війни у травні 2022 року був нагороджений відзнакою «Знак пошани» Міністерства оборони України за допомогу ЗСУ.

### Сім'я
Одружений зі львівською співачкою Юлією Думанською, з котрою має доньку Діану та сина Ярему. Загалом має 5 дітей. Зокрема, син Святослав, професійний футболіст, який виступав у львівському «Русі».

## Політична діяльність
У 2003 році на довиборах до Львівської міської ради від Винників, які відбулися через неочікувану смерть депутата Андрія Можаровського, Григорій Козловський був обраний депутатом як член Партії регіонів.
У 2015—2020 роках депутат Львівської міської ради 7-го скликання від політичної партії «Блок Петра Порошенка „Солідарність“».
У 2020—22 роках — депутат Львівської обласної ради 8-го скликання від «Європейської Солідарности».

## Спортивна діяльність
Григорій Козловський — почесний президент ФК «Рух» Львів.
У 2009 році узяв під свою опіку дорослу та юнацьку команди футбольного клубу «Рух» у місті Винники. ФК «Рух» став чотикратним чемпіоном Прем'єр-ліги Львівської області серед аматорів (2012, 2013, 2014, 2015). «Рух» також тричі став володарем Кубка Львівщини (2012, 2014, 2015), володарем Суперкубка області (2013), переможцем меморіалу найуспішнішого тренера в історії львівських «Карпат» Ернеста Юста (2012, 2013, 2014). 17-го жовтня 2014-го року вперше у своїй історії став чемпіоном України з футболу серед аматорських команд. З сезону 2020/21 грає у вищому дивізіоні українського футболу — Прем'єр-лізі України..
У 2010—2014 роках Козловський виступав за «Рух» як футболіст у Прем'єр-лізі Львівської області. У 2013 році провів 1 матч у аматорському чемпіонаті України.
Заснував академію футболу ФК «Рух», будівництво спортивного комплексу якої було розпочато у 2018 році на околиці Львова навколо Винниківського озера.

## Критика
У ЗМІ неодноразово лунали закиди щодо причетності Григорія Козловського до контрабанди цигарок, що вироблялися підприємством, яке перебувало під його контролем. Також лунали закиди у вирубуванні лісу та знищенні озер у Львівській області заради будівництва спортивного комплексу.